# 1410
1410 (MCDXI) var ett normalår som började en onsdag i den julianska kalendern.

## Händelser

### Februari
- 17 februari – Holsteinska riddare våldgästar danskvännen och biskopen Skondeleff, sårar honom och mördar flera i hans hushåll, något som blir inledningen till ett krig mellan Erik av Pommern och de holsteinska hertigarna om herraväldet över Schleswig och Sønderjylland.

### Maj
- 17 maj – Johannes XXIII utnämns av konciliet i Pisa till motpåve mot Gregorius XII i Rom och Benedictus XIII i Avignon.

### Juli
- 15 juli – Polen och Litauen besegrar en riddarhär från Tyska Orden i slaget vid Tannenberg.

### Augusti
- 28 augusti – Kung Erik avrättar sin närmaste man Abraham Brodersson (Tjurhuvud) för våldtäkt.

### Okänt datum
- Erik besegras av grevarna i slaget vid Eggebæk vid Solderups hed.

## Födda
- Lekë Dukagjini, furste av Albanien.
- Gustav Anundsson Sture, svensk riddare och riksråd.
- Ólöf Loftsdóttir, politiskt aktiv isländsk stormannakvinna.

## Avlidna
- 17 februari – Karl Ulfsson (Sparre av Tofta), svensk riddare, riksråd, lagman i Uppland, marsk 1364–1371 samt morfar till Karl Knutsson (Bonde) (begravd detta datum).
- 18 april – Jacob Gertsen Ulfstand, dansk ärkebiskop sedan 1392.
- 3 maj – Alexander V, född Pietro Filargi av Candia, motpåve sedan 1409.
- Ruprecht III av Pfalz, kung av Tyskland.
- Nicholas Flamel, fransk astrolog.